# Optical Society
A Optical Society (nome original: Optical Society of America, OSA) é uma sociedade científica dedicada ao avanço do estudo da luz (óptica e fotônica), na sua teoria e aplicações, através de publicações acadêmicas, da promoção de conferências científicas e exibições, parcerias com a indústria e programas de educação. A organização possui membros em mais de 100 países. Em 2012, a OSA possuía 17 000 membros individuais e mais de 230 membros corporativos.
A OSA foi fundada em 1916, sob a liderança de Perley G. Nutting, sendo então composta por 30 pesquisadores e projetistas de Rochester, Nova Iorque. Logo a sociedade começou a publicação do seu primeiro periódico científico e estabeleceu sua reunião anual  - sendo fundada com o nome de "Optical Society of America". Com o tempo, a sociedade evoluiu para uma iniciativa global, com membros de diferentes partes do mundo. Em reconhecimento a isso, em 2008 a OSA foi renomeada como Optical Society, mantendo, contudo, a sigla original.

## Publicação científica
A sociedade publica uma série de jornais e uma revista.

### Periódicos primários
- Advances in Optics and Photonics, ISSN 1943-8206;  2009–presente - Publicação de longos artigos de revisão e tutoriais.
- Applied Optics, ISSN 1559-128X (print); ISSN 2155-3165 (online);  1962–presente - Cobrindo a pesquisa centrada em aplicações ópticas.
- Biomedical Optics Express, ISSN 2156-7085; 2010–presente - Revista de acesso aberto que cobre óptica, fotônica e imagem nas ciências da vida.
- Journal of the Optical Society of America, 1917–1983,[5] que foi dividido em dois periódicos em 1984:
  - Journal of the Optical Society of America A, ISSN 1084-7529 (print); ISSN 1520-8532 (online); 1984–presente - Abrangendo pesquisas em óptica, ciência da imagem e visão.
  - Journal of the Optical Society of America B, ISSN 0740-3224 (print); ISSN 1520-8540 (online); 1984–presente - Cobrindo a pesquisa em física óptica
- Optica, ISSN 2334-2536;  2014–presente - Rápida disseminação de resultados de alto impacto em todas as áreas da óptica e fotônica.[6]
- Optical Materials Express, ISSN 2159-3930;  2011–presente - Uma revista de acesso aberto cobrindo os avanços em novos materiais ópticos, suas propriedades, modelagem, síntese e técnicas de fabricação.
- Optics Express, ISSN 1094-4087; 1997–presente - Revista de acesso aberto cobrindo todas as áreas da óptica.
- Optics Letters, ISSN 0146-9592 (print); ISSN 1539-4794 (online); 1977–presente - Publicação rápida de artigos curtos em todos os campos da ciência e tecnologia óptica.

### Revistas parceiras
- Applied Spectroscopy, 1951–presente. Publicado pela Society for Applied Spectroscopy.
- Chinese Optics Letters, 2003–presente. Publicado pela Chinese Laser Press.
- Current Optics and Photonics, 2017–presente. Publicado pela Optical Society of Korea.
- Journal of Optical Communications and Networking, 2009–presente. Publicado conjuntamente pela OSA e IEEE. Publicado de 2002 a 2009 como Journal of Optical Networking.
- Journal of Lightwave Technology, 1998–presente. Publicado em conjunto pela OSA e IEEE.
- Journal of Near Infrared Spectroscopy, 1993–presente. Publicado pela SAGE Publishing.
- Journal of Optical Technology, 1999–presente. Tradução inglesa de Opticheskii Zhurnal publicada pelo S. I. Vavilov State Optical Institute.
- Photonics Research, 2013–presente. Publicado em conjunto pela OSA e Chinese Laser Press.

### Revista
- Optics and Photonics News, 1975–presente. Distribuído a todos os associados.

### Periódicos legados
- Journal of Display Technology, 2005–2016. Publicado em conjunto pela OSA e IEEE. Disponível online.
- Journal of Optical Networking, 2002–2009. Publicado pela OSA. Disponível online.
- Journal of Optical Society of Korea, 2007–2016. Publicado pela Optical Society of Korea. Disponível online.
- OSA Continuum, 2018–2021. Publicado por Optica. Disponível online.
- Optics News, 1975–1989. Published by Optica. Available online.

### Acervos arquivísticos
- The Inter-Society Color Council records (contêm materiais da Optical Society of America, incluindo programas de reuniões anuais, relatórios emitidos pelo Comitê de Colorimetria e edições da publicação oficial da Sociedade, o Journal of the Optical Society of America.)
- Optical Society of America miscellaneous publications, 1919-2000, Niels Bohr Library & Archives
- Optical Society of America records, 1940-1959, Niels Bohr Library & Archives